# Буцулин, Николай Иосифович
Николай Иосифович Буцулин (1909—1993) — советский работник сельского хозяйства, комбайнер, Герой Социалистического Труда.

## Биография
Родился в 1909 году в поселке Родионово-Несветайский Российской империи, ныне слобода Родионово-Несветайская Родионово-Несветайского района Ростовской области, в крестьянской семье.
Закончил три класса церковно-приходской школы. Работал комбайнером в Родионово-Несветайской машинно-тракторной станции. В 1948 году намолотил комбайном «Сталинец-6» с убранной им площади за 25 рабочих дней 8508 центнеров зерновых и 1535 центнеров масличных культур. В 1950 году Буцулин выступил инициатором соревнования комбайнеров Дона на уборке хлеба по часовому графику.
После реорганизации МТС работал механиком в Родионово-Несветайском строительно-монтажном управлении. В 1960-е годы вышел на пенсию, жил в Родионово-Несветайском районе. Умер в 1993 году.

## Награды
- Указом Президиума Верховного Совета СССР от 2 августа 1949 года Буцулину Николаю Иосифовичу присвоено звание Героя Социалистического Труда с вручением ордена Ленина и золотой медали «Серп и Молот».
- Также награждён медалями.